# El candidato (serie de televisión)
El candidato es una serie de televisión mexicana de intriga, thriller y política producida por Televisa para Amazon Prime Video.
Está protagonizada por James Purefoy, José María de Tavira, Eréndira Ibarra, Joaquín Cosío y Esmeralda Pimentel. 
El tráiler de la serie se lanzó el 15 de julio de 2020. Fue estrenada el 17 de julio de 2020.

## Sinopsis
El candidato cuenta la historia de una amistad que se ha fragmentado entre un veterano de la CIA y un renombrado narcotraficante del momento. A lo largo de la serie, diversas situaciones exhiben los límites a los que la gente está dispuesta a llegar en búsqueda de dinero, odio, poder y amor.

## Reparto
- José María de Tavira como Lalo Yzaguirre
- Joaquín Cosío como Rafael Bautista
- James Purefoy como Wayne Addison
- Eréndira Ibarra como Isabel Alfaro
- Bret Harrison como Boyd Sorenson
- Esmeralda Pimentel como Verónica de Velasco Rivera
- Kerry Adra como Carla Goyne
- Sofía Sisniega como Natalia
- Luis Alberti como Diplomático
- Francisco de la Reguera como Alfredo Pineda
- Hernán Mendoza como Pastor
- Cassandra Sánchez Navarro
- Sofía Espinosa como Pamela Hierro
- Ernesto Godoy
- Aída López como Ofelia
- Gustavo Sánchez Parra Como Agustín Romero
- Tizoc Arroyo
- Valentina Buzzurro
- Martín Rojas
- Macarena Achaga
- Rodrigo Correa
- Mario Loría
- Claudette Maillé
- Ofelia Medina
- Giovanna Zacarías
- Pablo Abitia como Diputado Cardozo
- Marco Antonio Aguirre
- Fernanda Borches
- Antonio Fortier
- David Fridman
- Mauricio Isaac
- Joanna Larequi
- Daniel Martínez
- Eligio Meléndez
- Jesús Meza
- Lakshmi Picazo
- Paco Rueda
- Karen Sandoval
- Manuel Sevilla
- Sahit Sosa
- Gerardo Taracena
- Andrés Zuno
- Carmen Beato
- Fernando Becerril
- Sergio Cataño
- Michel Chauvet
- David Chavira
- Carlos Corona
- Luis Curiel
- Lenny de la Rosa
- Steven Destello
- Aldo Escalante
- Mariana Gajá
- Oscar Ganem
- Rafael Ernesto Hernández
- Alberto Lomnitz
- Olfa Masmoudi
- Pilar Ixquic Mata
- Mariel Chantal
- Andrés Montiel
- Silverio Palacios
- Ariane Pellicer
- Fabiana Perzabal
- Salvador Petrola
- Roberto Sosa
- Alberto Trujillo
- Tamara Vallarta